# Jeunes Filles sous les arbres
Jeunes Filles sous les arbres – en allemand Mädchen unter Bäumen – est un tableau réalisé par le peintre allemand August Macke en 1914. Cette huile sur toile est une scène de genre qui représente six jeunes femmes sous des arbres, trois coiffées d'un chapeau et les trois autres en cheveux. Reçue en don en 1964, l'œuvre est conservée à la Pinakothek der Moderne, à Munich, en Bavière.